# کولت داولینگ

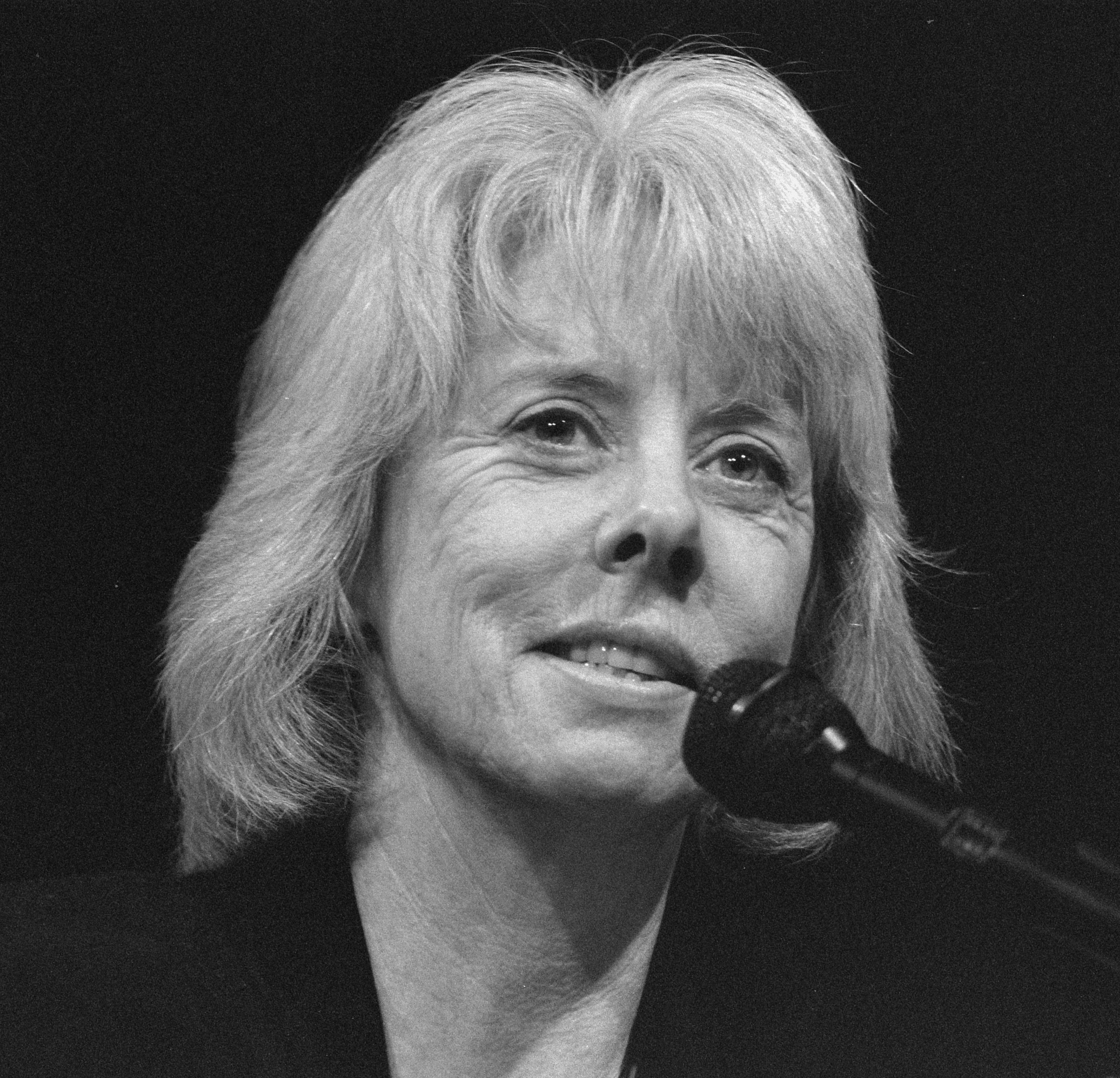
کولت داولینگ در سال ۱۹۸۹

کولت داولینگ (متولد ۱۹۳۸) نویسنده آمریکایی است که بیشتر به خاطر کتاب عقدهٔ سیندرلا: ترس پنهان زنان از استقلال در سال ۱۹۸۱، شناخته می‌شود. این کتاب یکی از پرفروش‌ترین‌های نیویورک تایمز بود.

## کتابشناسی - فهرست کتب
- بازی پوستی، ۱۹۷۱
- چگونه یک عضو از جنس مخالف را دوست داشته باشیم: یک خاطره، ۱۹۷۶
- مجموعه سیندرلا: ترس پنهان زنان از استقلال، ۱۹۸۱
- زنان کامل: ترس پنهان از عدم کفایت و انگیزه برای اجرا، ۱۹۸۸
- منظور شما این است که من مجبور نیستم چنین احساسی داشته باشم؟: راهنمای جدیدی برای افسردگی، اضطراب و اعتیاد، ۱۹۹۱
- Red Hot Mamas: Coming Into Our Our Fifty، ۱۹۹۶
- Maxing Out: چرا زنان امنیت مالی خود را خراب می‌کنند، ۱۹۹۸
- افسانه شکننده، ۲۰۰۰

## زندگی شخصی
کولت داولینگ در بالتیمور بزرگ شد و لیسانس خود را از کالج ترینیتی در واشینگتن دی سی در سال ۱۹۵۸ گرفت. داولینگ هشت کتاب از جمله عقدهٔ سیندرلا را منتشر کرده‌است. این کتاب در سطح بین‌المللی پرفروش و به ۲۳ زبان ترجمه شده‌است. وی مقالاتی برای مجله نیویورک تایمز، نیویورک، هارپرز و اسکوایر نوشته‌است. در سال ۲۰۰۴ داولینگ با مدرک کارشناسی ارشد در رشته مددکاری اجتماعی از مدرسه کالج اسمیت کالج اسمیت فارغ التحصیل شد. به دنبال آن وی در موسسه روان درمانی معاصر در نیویورک وارد آموزش روانکاوی شد و در سال ۲۰۰۹ مدرک روانکاوی گرفت. او به عنوان روان درمانگر در منهتن کار می‌کند و به نوشتن ادامه می‌دهد. دفتر او در فلاترون است.